# Epigelasma tulear
Epigelasma tulear là một loài bướm đêm trong họ Geometridae.